# نهرو محمد کسنزانی
شمس‌ الدین محمد نهرو محمد عبدالکریم کسنزان حسینی، شیخ و راهنمای طریقت عالیه قادریه کسنزانیه و همچنین یک سیاستمدار عراقی است. او در ۱۲ دسامبر ۱۹۶۹ میلادی به دنیا آمد. دارای مدرک دکترای تاریخ، مدرک علوم زبان انگلیسی از بریتانیا و همچنین مدرک علوم کامپیوتر از کالج المنصور بغداد می‌باشد. دکتر نهرو کسنزان از خانواده‌ای با پیشینهٔ صوفی مذهبی و از اقلیم کردستان عراق است. او به سادات برزنجی با نسب حسینی تعلق دارد و طریقت او، طریقت عالیه قادریه کسنزانیه است .

## زندگی
دکتر نهرو محمد عبدالکریم کسنزان حسینی در ۱۲ دسامبر ۱۹۶۹ میلادی در شهر کرکوک در شمال عراق به دنیا آمد. خانواده‌اش در سال ۱۹۸۵ به بغداد نقل مکان کردند، جایی که تحصیلات ابتدایی خود را به پایان رساند. او فرزند بزرگ خانواده است. پدرش شیخ محمد عبدالکریم کسنزان حسینی، شیخ پیشین طریقت عالیه قادریه کسنزانیه در جهان بود. پس از درگذشت شیخ محمد عبدالکریم، دکتر نهرو به وصیت پدرش جانشین و راهنمای طریقت شد.

### لقب شمس‌ الدین
شیخ محمد عبدالکریم کسنزان، پدر دکتر نهرو، در تاریخ ۹ ژانویه ۲۰۱۷ میلادی این لقب را به او اعطا کرد. بر اساس باورهای آنان، این لقب به فرمان شیخ عبدالقادر گیلانی در سالروز تولدش داده شده‌است، به گفتهٔ شیخ محمد کسنزان، این رویداد در تکیهٔ عمان در کشور اردن رخ داد.

### انتخاب به‌عنوان راهنمای طریقت پس از درگذشت پدر
پدرش، شیخ محمد کسنزان، همواره خلفا را توصیه می‌کرد که نهرو جانشین او خواهد بود و می‌گفت: «هیچ خلیفه‌ای اجازه ندارد تکیه‌ای افتتاح کند یا خلیفه‌ای منصوب کند مگر با اطلاع خلیفه‌ام شیخ نهرو». در سال ۲۰۰۵ میلادی، او را در میان جمعی از مریدان و خلفا به‌عنوان جانشین خود معرفی کرد و گفت: «ان‌شاءالله شیخ نهرو شیخ آینده، شیخ شما، برادر شما، خادم شما و خادم طریقت است».
در سال ۲۰۰۸ میلادی، به‌صورت رسمی این موضوع را اعلام کرد و وکالت مطلق طریقت را در تکیهٔ اصلی در سلیمانیه به او اعطا نمود و بیان داشت که هرگونه دستور از سوی دکتر نهرو به‌مثابهٔ دستور خود اوست و پس از شیخ محمد کسنزان، تنها شیخ نهرو نمایندهٔ طریقت است. بر اساس باورهای آنان، انتخاب شیخ با فرمان پیامبر اسلام (ص) صورت می‌گیرد.
در سال ۲۰۱۹ میلادی، شیخ محمد کسنزان به ایالات متحده آمریکا سفر کرد و در سال ۲۰۲۰ وضعیت سلامت او به‌تدریج رو به وخامت گذاشت تا اینکه در ۴ ژوئیه ۲۰۲۰ میلادی درگذشت. پس از آن، شیخ نهرو مسئولیت رهبری طریقت را بر عهده گرفت.

## تحصیلات و مدارک دانشگاهی
دکتر نهرو تحصیلات دوره متوسطه خود را در بغداد به پایان رساند و موفق به اخذ مدرک لیسانس در رشته علوم کامپیوتر از دانشگاه بغداد شد. او همچنین مدرک لیسانس در رشته زبان انگلیسی را از کشور بریتانیا دریافت کرد. سپس مدرک کارشناسی ارشد خود را در رشته تاریخ از مؤسسه تاریخ عربی و میراث علمی کسب نمود، و پس از آن موفق به اخذ مدرک دکترای خود در رشته تاریخ اسلامی شد. عنوان پایان‌نامه دکترای او «سلطان محمد فاتح: زندگی و فتوحات او» بود.دکتر نهرو به سه زبان مسلط است: عربی، انگلیسی و کردی.

## فعالیت‌های سیاسی
شیخ نهرو همچنین یک رهبر سیاسی عراقی است و بر این باور است که عراق باید کشوری آزاد و متحد باشد. شیخ نهرو از جمله کسانی بود که توسط حکومت صدام حسین مورد دشمنی قرار گرفت و به همراه اعضای خانواده‌اش توسط رئیس‌جمهور پیشین، صدام حسین، زندانی شد.  
وی در سال ۱۹۹۱ میلادی حزب سیاسی‌ای را با نام «گردهمایی وحدت ملی عراق» تأسیس کرد.  
شیخ نهرو در کنفرانس‌های متعددی شرکت داشته‌است، از جمله کنفرانس دفاع که در سال ۲۰۰۸ در دبی برگزار شد و کنفرانس اصلاحات که در سال ۲۰۰۵ برگزار گردید.

## فعالیت‌های رسانه‌ای
شیخ نهرو بر این باور است که رسانه نقش بسیار مهمی در تثبیت افکار و اصول بنیادین دارد که این امر می‌تواند به خوشبختی و پیشرفت جامعه منجر شود. بر همین اساس، او چندین نهاد رسانه‌ای تأسیس کرده است، از جمله:
- مؤسسه مشرق رسانه‌ای و فرهنگی که روزنامه «المشرق» را منتشر می‌کند.
- چاپخانه مشرق که مسئول چاپ روزنامه‌ها و کتاب‌های فرهنگی است.
- روزنامه «الافق»؛ یک روزنامه سیاسی مستقل که به مسائل سیاسی، اجتماعی و فرهنگی عراق می‌پردازد.
- روزنامه «العراق»؛ یک روزنامه سیاسی و فرهنگی عراقی.
- راه‌اندازی شبکه ماهواره‌ای مستقل «المشرق».
- آغاز ابتکار «گفتگو» با هدف ایجاد پل‌های ارتباطی و همکاری میان جوامع مختلف.
- راه‌اندازی وب‌سایت طریقت عالیه قادریه کسنزانیه.
- تأسیس «شورای فرهنگی کسنزانی» به ریاست و نظارت دکتر نهرو.
- تأسیس دانشگاهی با نام «دانشگاه‌السلام».
- تأسیس «مرکز جهانی تصوف و مطالعات روحانی» در بغداد در سال ۱۹۹۴.
- تأسیس «مجمع علمی سادات اشراف» در بغداد در سال ۲۰۰۴.
- «شورای مرکزی طریقت‌های صوفیه» در بغداد در سال ۲۰۰۴.
- تأسیس «انجمن امدادرسانی عراق».

### آثار و تألیفات
از جمله آثار و تألیفات دکتر نهرو می‌توان به موارد زیر اشاره کرد:
- خوشه‌هایی از رؤیاها (عناقید الرؤى)
- آراستگی به آداب اسلامی در طریقت کسنزانیه (التحلي بالآداب الإسلامية في الطريقة الكسنزانية)
- معجزات شفای صوفیانه و پزشکی مدرن (خوارق الشفاء الصوفي والطب الحديث)
- رؤیاها و خواب‌ها از دیدگاه عرفانی (الرؤى والأحلام في المنظور الصوفي)
- سلطان محمد فاتح، زندگی و فتوحاتش (السلطان محمد الفاتح، حياته وفتوحاته)
- عراق، گامی در مسیر اصلاح (العراق خطى على درب تصحيح المسار)

## مناصب و مسئولیت‌ها
دکتر نهرو کسنزان مناصب و مسئولیت‌های متعددی را بر عهده دارد، از جمله:
- رئیس ائتلاف وحدت ملی (رئیس تحالف الوحدة الوطنية)
- دبیرکل تجمع وحدت ملی عراق (الأمين العام لـ تجمع الوحدة الوطنية العراقي)
- رئیس هیئت امنای دانشگاه شیخ محمد کسنزان (رئيس مجلس أمناء كلية الشيخ محمد الكسنزان الجامعة)
- رئیس مرکز جهانی تصوف و مطالعات معنوی (رئيس المركز العالمي للتصوف والدراسات الروحية)[۱۷]